# Kingsport
Kingsport (de l'anglais : King’s port) est une ville des comtés de Sullivan et de Hawkins au Tennessee, aux États-Unis. Elle fait partie des Tri-Cities.

## Économie
Elle abrite depuis 1942 une usine de munitions, la Holston Army Ammunition Plant (en), qui est depuis les années 1980 la seule produisant du HMX aux États-Unis.

## Personnalités liées
- Suzanne David Hall (1927-2011), espionne pour la résistance française durant la Seconde Guerre mondiale, a vécu et est morte à Kingsport.
- Lynne Sullivan (née en 1952 à Kingsport), archéologue et anthropologue américaine.